# Rhamphomyia barypoda
Rhamphomyia barypoda är en tvåvingeart som beskrevs av Daniel William Coquillett 1900. Rhamphomyia barypoda ingår i släktet Rhamphomyia och familjen dansflugor.
Artens utbredningsområde är Alaska. Inga underarter finns listade i Catalogue of Life.